# 日本の定時制高等学校一覧
日本の定時制高等学校一覧は、「定時制課程」が設置されている高等学校の一覧である。
全日制課程の存在しない高等学校（通信制課程併置を含む）は「単置」で、全日制課程の存在する高等学校は「併置」で記載する。
(昼間)は、昼間のみ授業を行う昼間定時制の高等学校である。これには一部制のほか、2つの部を併設する昼間二部制がある。
(昼夜間)は、昼間に授業を行う部と、夜間に行う部をあわせ持つ昼夜間定時制高等学校である。多くは多部制で、昼間部と夜間部を併設する昼夜間二部制や。昼間部2つと夜間部を併設する三部制がある。
なお、何も書かれていない場合は、夜間のみの夜間定時制高等学校である。
昼間定時制と昼夜間定時制の昼間部は、全日制の単位制高等学校とほぼ同じものである。
単位制高等学校には決められた時間割は無く、生徒自らが教科・課目を選択する。学年と授業クラスは通常無いが、ホームルーム活動のために便宜的に学級を設置している学校もある。
なお、2019年（令和元年）度の全国の定時制課程の高等学校の総数は、639校（うち単置校が168校、全日制併置校が471校）である。
なお科学技術学園高校は定時制ではあるがグランドが全日制の基準になってないだけでほとんど全日制である。

## 定時制高等学校生徒数
- 昭和55年度149,351名
- 平成7年度107,331名
- 平成22年度116,236名
- 平成24年度112,187名
- 平成27年度97,164名
- 平成28年度92,965名
- 学校数平成28年度638校

## 北海道地方

### 北海道

#### 単置
- 市立札幌大通高等学校 (昼夜間・3部)
- 北海道有朋高等学校 (昼夜間・3部)
- 北海道士別東高等学校 (昼間)
- 北海道天売高等学校
- 北海道ニセコ高等学校 (昼間)
- 北海道日高高等学校
- 北海道幌加内高等学校 (昼間)
- 北海道真狩高等学校 (昼間)
- 北海道留寿都高等学校 (昼間)

#### 併置
- 北海道旭川北高等学校
- 北海道旭川工業高等学校
- 北海道旭川商業高等学校
- 北海道旭川東高等学校
- 北海道網走南ヶ丘高等学校
- 北海道岩見沢東高等学校
- 北海道恵庭南高等学校
- 北海道江別高等学校
- 北海道遠軽高等学校
- 北海道小樽未来創造高等学校
- 北海道小樽潮陵高等学校
- 北海道帯広柏葉高等学校
- 北海道北見北斗高等学校
- 北海道釧路工業高等学校
- 北海道釧路湖陵高等学校
- 北海道札幌北高等学校
- 北海道札幌工業高等学校
- 北海道札幌琴似工業高等学校
- 北海道札幌月寒高等学校
- 北海道札幌西高等学校
- 北海道札幌東高等学校
- 北海道札幌南高等学校
- 北海道滝川高等学校
- 北海道千歳高等学校
- 北海道苫小牧工業高等学校
- 北海道苫小牧東高等学校
- 北海道函館工業高等学校
- 北海道函館商業高等学校
- 北海道函館中部高等学校
- 北海道室蘭栄高等学校
- 北海道稚内高等学校

## 東北地方

### 青森県

#### 単置
- 青森県立八戸中央高等学校 (昼夜間・3部)
- 青森県立北斗高等学校 (昼夜間・3部)
- 青森県立尾上総合高等学校 (昼夜間・3部)

#### 併置
- 青森県立青森工業高等学校
- 青森県立黒石高等学校
- 青森県立五所川原高等学校
- 青森県立田名部高等学校
- 青森県立八戸工業高等学校
- 青森県立弘前工業高等学校
- 青森県立弘前中央高等学校
- 青森県立三沢高等学校

### 岩手県

#### 単置
- 岩手県立久慈高等学校長内校 (昼夜間)
- 岩手県立杜陵高等学校 (昼夜間)
- 岩手県立杜陵高等学校奥州校 (昼夜間)

#### 併置
- 岩手県立一関第一高等学校
- 岩手県立大船渡高等学校
- 岩手県立釜石高等学校
- 岩手県立黒沢尻工業高等学校
- 岩手県立福岡高等学校
- 岩手県立宮古高等学校
- 岩手県立盛岡工業高等学校

### 秋田県

#### 単置
- 秋田県立秋田明徳館高等学校 (昼夜間)

#### 併置
- 秋田県立大館高等学校
- 秋田県立角館高等学校
- 秋田県立能代工業高等学校
- 秋田県立本荘高等学校
- 秋田県立湯沢北高等学校
- 秋田県立横手高等学校

### 宮城県

#### 単置
- 宮城県石巻北高等学校飯野川校 (昼間, 4年制)
- 宮城県白石高等学校七ヶ宿校 (昼間)
- 宮城県田尻さくら高等学校 (昼夕間)
- 宮城県貞山高等学校 (昼夜間)
- 宮城県東松島高等学校 (昼夜間)
- 仙台市立仙台大志高等学校 (昼夜間)
- 宮城県第二工業高等学校

#### 併置
- 宮城県気仙沼高等学校
- 宮城県佐沼高等学校
- 宮城県名取高等学校
- 宮城県古川工業高等学校
- 仙台市立仙台工業高等学校

### 山形県

#### 単置
- 山形県立霞城学園高等学校 (昼夜間)

#### 併置
- 山形県立酒田西高等学校
- 山形県立新庄北高等学校
- 山形県立鶴岡工業高等学校
- 山形県立米沢鶴城高等学校

### 福島県

#### 単置
- 福島県立会津第二高等学校
- 福島県立いわき翠の杜高等学校 (昼夜間)
- 福島県立郡山萌世高等学校 (昼夜間)
- 福島県立白河第二高等学校
- 福島県立福島中央高等学校

#### 併置
- 福島県立福島工業高等学校
- 福島県立保原高等学校

## 関東地方

### 茨城県

#### 単置
- 茨城県立鹿島灘高等学校 (昼夜間・3部)
- 茨城県立茎崎高等学校 (昼夜間・3部)
- 茨城県立水戸南高等学校 (昼夜間)
- 茨城県立結城第二高等学校 (昼夜間・3部)

#### 併置
- 茨城県立石岡第一高等学校
- 茨城県立太田第一高等学校
- 茨城県立古河第一高等学校
- 茨城県立土浦第一高等学校
- 茨城県立日立工業高等学校
- 茨城県立水戸農業高等学校
- 茨城県立竜ヶ崎第一高等学校

### 栃木県

#### 単置
- 栃木県立大田原東高等学校
- 栃木県立学悠館高等学校 (午前・午後・夜間、通信制併置)

#### 併置
- 栃木県立足利工業高等学校
- 栃木県立宇都宮工業高等学校
- 栃木県立宇都宮商業高等学校
- 栃木県立鹿沼商工高等学校
- 栃木県立真岡高等学校
- 栃木県立矢板東高等学校

### 群馬県

#### 単置
- 群馬県立太田フレックス高等学校 (昼夜間・3部)
- 群馬県立前橋清陵高等学校 (昼夜間)

#### 併置
- 群馬県立安中総合学園高等学校
- 群馬県立伊勢崎工業高等学校
- 桐生市立商業高等学校
- 群馬県立桐生工業高等学校
- 群馬県立高崎工業高等学校
- 群馬県立高崎商業高等学校
- 群馬県立館林高等学校
- 群馬県立富岡高等学校
- 群馬県立沼田高等学校
- 群馬県立藤岡中央高等学校
- 群馬県立前橋工業高等学校
- 群馬県立渋川工業高等学校

### 埼玉県

#### 単置
- 埼玉県立狭山緑陽高等学校 （昼夜間）
- 埼玉県立戸田翔陽高等学校 （昼夜間・3部）
- 埼玉県立羽生高等学校 （昼夜間）
- 埼玉県立大宮中央高等学校 （昼間）
- 埼玉県立吹上秋桜高等学校 （昼夜間）

#### 併置
- 埼玉県立上尾高等学校
- 埼玉県立朝霞高等学校
- 埼玉県立浦和高等学校
- 埼玉県立浦和第一女子高等学校
- 埼玉県立大宮工業高等学校
- 埼玉県立大宮商業高等学校
- 埼玉県立小川高等学校
- 埼玉県立春日部高等学校
- 埼玉県立川口工業高等学校
- 埼玉県立川越高等学校
- 埼玉県立川越工業高等学校
- 埼玉県立久喜高等学校
- 埼玉県立熊谷高等学校
- 川口市立高等学校
- 埼玉県立越ヶ谷高等学校
- 埼玉県立児玉高等学校
- 埼玉県立草加高等学校
- 埼玉県立秩父農工科学高等学校
- 埼玉県立所沢高等学校
- 埼玉県立飯能高等学校
- 埼玉県立本庄高等学校
- 埼玉県立松山高等学校
- 埼玉県立吉川美南高等学校（昼夜間）

### 千葉県

#### 単置
- 千葉県立松戸南高等学校（昼夜間）

#### 併置
- 千葉県立市川工業高等学校
- 千葉県立生浜高等学校（昼夜間）
- 千葉県立木更津東高等学校
- 千葉県立行徳高等学校
- 千葉県立佐倉東高等学校
- 千葉県立佐原高等学校
- 千葉県立匝瑳高等学校
- 千葉県立館山総合高等学校
- 千葉県立千葉工業高等学校
- 千葉県立千葉商業高等学校
- 千葉県立銚子商業高等学校
- 千葉県立長生高等学校
- 千葉県立東金高等学校
- 千葉県立長狭高等学校
- 千葉県立東葛飾高等学校
- 千葉県立船橋高等学校

### 東京都

#### 単置
- 東京都立浅草高等学校 （昼夜間）
- 東京都立大江戸高等学校 （昼夜間）
- 東京都立荻窪高等学校 （昼夜間）
- 東京都立小台橋高等学校 （昼夜間）
- 東京都立桐ケ丘高等学校 （昼夜間）
- 東京都立小金井工科高等学校※全日制課程（多摩科学技術高等学校）と併設
- 東京都立新宿山吹高等学校 （昼夜間）
- 東京都立砂川高等学校 （昼夜間）
- 東京都立世田谷泉高等学校 （昼夜間）
- 東京都立八王子拓真高等学校 （昼夜間）
- 東京都立一橋高等学校 （昼夜間）
- 東京都立本所工科高等学校※全日制課程（葛飾総合高等学校）と併設
- 東京都立稔ヶ丘高等学校 （昼夜間）
- 東京都立六本木高等学校 （昼夜間）
- 中央大学高等学校 （昼間）

#### 併置
- 東京都立飛鳥高等学校
- 東京都立足立高等学校
- 東京都立荒川工科高等学校
- 東京都立板橋有徳高等学校
- 東京都立五日市高等学校
- 東京都立江戸川高等学校
- 東京都立園芸高等学校
- 東京都立青梅総合高等学校
- 東京都立大崎高等学校
- 東京都立大島高等学校
- 東京都立大森高等学校
- 東京都立大山高等学校
- 東京都立葛西南高等学校
- 東京都立葛飾商業高等学校
- 東京都立北豊島工科高等学校
- 東京都立蔵前工科高等学校
- 東京都立工芸高等学校
- 東京都立小山台高等学校
- 東京都立桜町高等学校
- 東京都立神代高等学校
- 東京都立墨田工科高等学校
- 東京都立南葛飾高等学校
- 東京都立総合工科高等学校
- 東京都立第三商業高等学校
- 東京都立第五商業高等学校
- 東京都立立川高等学校
- 東京都立橘高等学校
- 東京都立豊島高等学校
- 東京都立中野工科高等学校
- 東京都立農業高等学校
- 東京都立農芸高等学校
- 東京都立農産高等学校
- 東京都立八丈高等学校
- 東京都立東久留米総合高等学校
- 東京都立福生高等学校
- 東京都立町田高等学校
- 東京都立松原高等学校
- 東京都立瑞穂農芸高等学校
- 東京都立南葛飾高等学校
- 東京都立六郷工科高等学校
- 国士舘高等学校 (昼間)
- 駿台学園高等学校

### 神奈川県

#### 単置
- 神奈川県立相模向陽館高等学校 （昼夜間）
- 横浜市立横浜総合高等学校 （昼夜間）
- 神奈川県立横浜明朋高等学校（昼間）

#### 併置
- 神奈川県立厚木清南高等学校 (昼夜間)
- 神奈川県立伊勢原高等学校
- 神奈川県立磯子工業高等学校
- 神奈川県立小田原高等学校
- 神奈川県立小田原城北工業高等学校
- 神奈川県立追浜高等学校
- 神奈川県立神奈川工業高等学校
- 神奈川県立神奈川総合産業高等学校
- 神奈川県立川崎高等学校 (昼夜間)
- 川崎市立幸高等学校
- 川崎市立川崎高等学校 (昼夜間)
- 川崎市立高津高等学校
- 川崎市立川崎総合科学高等学校
- 神奈川県立希望ヶ丘高等学校
- 神奈川県立湘南高等学校
- 神奈川県立茅ヶ崎高等学校
- 神奈川県立津久井高等学校
- 横浜市立戸塚高等学校
- 神奈川県立秦野総合高等学校
- 神奈川県立高浜高等学校
- 神奈川県立向の岡工業高等学校
- 神奈川県立横須賀高等学校
- 横須賀市立横須賀総合高等学校
- 神奈川県立横浜翠嵐高等学校

## 中部地方

### 新潟県

#### 単置
- 新潟県立荒川高等学校 (昼間)
- 新潟県立出雲崎高等学校 (昼間)
- 新潟県立新発田南高等学校豊浦分校 (昼間, 4年制)
- 新潟県立高田南城高等学校 (昼間)
- 新潟県立長岡明徳高等学校 (昼夜間)
- 新潟県立堀之内高等学校 (昼間)
- 新潟市立明鏡高等学校 (昼夜間)
- 新潟県立新潟翠江高等学校 (昼間)

#### 併置
- 新潟県立三条高等学校
- 新潟県立十日町高等学校

### 富山県

#### 単置
- 富山県立小矢部園芸高等学校 (昼間)
- 富山県立志貴野高等学校 (昼夜間)
- 富山県立となみ野高等学校 (昼間)
- 富山県立新川みどり野高等学校 (昼夜間)
- 富山県立雄峰高等学校 (昼夜間)

#### 併置
- 富山県立富山工業高等学校

### 石川県

#### 単置
- 石川県立加賀聖城高等学校
- 石川県立金沢中央高等学校 (昼夜間)
- 石川県立小松北高等学校 (昼夜間)
- 石川県立七尾城北高等学校
- 石川県立羽松高等学校（昼間）

#### 併置
- 石川県立輪島高等学校

### 福井県

#### 単置
- 福井県立道守高等学校 (昼夜間)
- 福井南高等学校 (昼間)

#### 併置
- 福井県立大野高等学校 (昼間)
- 福井県立鯖江高等学校 (昼間)
- 福井県立武生高等学校 (昼間)
- 福井県立敦賀高等学校 (昼間)
- 福井県立丸岡高等学校 (昼間)
- 福井県立若狭高等学校 (昼間)

### 山梨県

#### 単置
- 山梨県立中央高等学校 (昼夜間)
- 山梨県立ひばりが丘高等学校 (昼夜間)

#### 併置
- 山梨県立甲府工業高等学校
- 山梨県立巨摩高等学校
- 山梨県立都留高等学校
- 山梨県立韮崎高等学校
- 山梨県立山梨高等学校

### 長野県

#### 単置
- 長野県東御清翔高等学校(昼間)
- 長野県松本筑摩高等学校
- 長野県箕輪進修高等学校 (昼夜間)

#### 併置
- 長野県中野立志館高等学校
- 長野県長野吉田高等学校
- 長野県長野高等学校
- 長野県長野商業高等学校
- 長野県長野工業高等学校
- 長野県篠ノ井高等学校
- 長野県上田千曲高等学校
- 長野県上田高等学校
- 長野県小諸商業高等学校
- 長野県野沢南高等学校
- 長野県諏訪実業高等学校
- 長野県赤穂高等学校
- 長野県飯田OIDE長姫高等学校
- 長野県木曽青峰高等学校
- 長野県池田工業高等学校

### 岐阜県

#### 単置
- 中津川市立阿木高等学校 (昼間)
- 岐阜県立華陽フロンティア高等学校 (昼夜間)
- 岐阜県立東濃フロンティア高等学校 (昼夜間)

#### 併置
- 岐阜県立大垣工業高等学校
- 岐阜県立大垣商業高等学校
- 岐阜県立加茂高等学校
- 岐阜県立岐阜工業高等学校
- 岐阜県立岐阜商業高等学校
- 関市立関商工高等学校
- 岐阜県立中津高等学校
- 岐阜県立飛騨高山高等学校

### 静岡県

#### 単置
- 静岡県立三島長陵高等学校 (昼夜間・3部)
- 静岡県立静岡中央高等学校 (昼夜間・3部)

#### 併置
- 静岡県立新居高等学校
- 静岡県立伊東高等学校
- 静岡県立磐田南高等学校
- 静岡県立小山高等学校
- 静岡県立科学技術高等学校
- 静岡県立静岡高等学校
- 静岡市立高等学校
- 静岡県立島田商業高等学校
- 静岡県立清水東高等学校
- 静岡県立下田高等学校
- 静岡県立沼津工業高等学校
- 静岡県立榛原高等学校
- 静岡県立浜名高等学校
- 静岡県立浜松大平台高等学校（昼夜間）
- 静岡県立浜松北高等学校
- 静岡県立浜松工業高等学校
- 静岡県立富士高等学校
- 静岡県立藤枝東高等学校
- 静岡県立富士宮東高等学校

### 愛知県

#### 単置
- 愛知県立刈谷東高等学校 (昼間2部・夜間部併設)
- 愛知県立城北つばさ高等学校（昼間部・夜間部併設）
- 名古屋市立中央高等学校 (昼間2部・夜間部併設)
- 豊橋市立豊橋高等学校 (昼間2部・夜間部併設)

#### 併置
- 愛知県立旭丘高等学校
- 愛知県立熱田高等学校
- 愛知県立安城高等学校
- 愛知県立一宮高等学校
- 愛知県立一色高等学校
- 愛知県立犬山高等学校
- 愛知県立大府高等学校
- 愛知県立岡崎高等学校
- 愛知県立岡崎工業高等学校
- 愛知県立起工業高等学校 (昼間)
- 愛知県立春日井高等学校
- 愛知県立蒲郡高等学校
- 名古屋市立工業高等学校
- 愛知県立古知野高等学校
- 愛知県立小牧高等学校
- 愛知県立瑞陵高等学校
- 愛知県立瀬戸窯業高等学校
- 愛知県立津島高等学校
- 豊川高等学校
- 愛知県立豊田工業高等学校
- 愛知県立豊田西高等学校
- 愛知県立豊橋工業高等学校
- 愛知県立名古屋西高等学校
- 愛知県立半田商業高等学校
- 愛知県立碧南高等学校
- 愛知県立名南工業高等学校
- 愛知県立明和高等学校
- 愛知黎明高等学校 (昼間, 4年制, 衛生看護科)
- 愛知県立横須賀高等学校

## 近畿地方

### 三重県

#### 単置
- 三重県立伊勢まなび高等学校 (昼夜間)
- 三重県立北星高等学校 (昼夜間)
- 三重県立みえ夢学園高等学校 (昼夜間)
- 三重県立桑名高等学校 (昼夜間)

#### 併置
- 三重県立飯野高等学校
- 三重県立上野高等学校
- 三重県立尾鷲高等学校
- 三重県立桑名高等学校
- 三重県立名張高等学校
- 三重県立松阪工業高等学校
- 三重県立木本高等学校
- 三重県立四日市工業高等学校

### 滋賀県

#### 単置
- 滋賀県立大津清陵高等学校 (昼夜間)

#### 併置
- 綾羽高等学校 (昼間)
- 滋賀県立長浜北星高等学校
- 滋賀県立彦根工業高等学校
- 滋賀県立瀬田工業高等学校
- 滋賀県立能登川高等学校 (昼夜間)

### 京都府

#### 単置
- 京都府立北桑田高等学校美山分校 (昼間)
- 京都府立東舞鶴高等学校浮島分校
- 京都府立福知山高等学校三和分校 (昼間)
- 京都府立清明高等学校（昼間)
- 一燈園高等学校 (昼間)
- 京都府立清新高等学校 (昼間)
- 京都市立京都奏和高等学校 (昼間)

#### 併置
- 京都府立綾部高等学校東分校
- 京都府立朱雀高等学校
- 京都府立鳥羽高等学校
- 京都府立桃山高等学校

### 大阪府

#### 単置
- 大阪府立和泉総合高等学校 (昼夜間)
- 大阪府立箕面東高等学校 (昼間)
- 大阪府立成城高等学校
- 大阪市立第二工芸高等学校
- 大阪府立中央高等学校 (昼夜間)
- 大阪市立都島第二工業高等学校
- 大阪府立桃谷高等学校 (夜間)

#### 併置
- 大阪府立茨木工科高等学校
- 大阪府立今宮工科高等学校
- 大阪府立大手前高等学校
- 大阪府立春日丘高等学校
- 岸和田市立産業高等学校
- 大阪府立堺工科高等学校
- 堺市立堺高等学校
- 大阪府立桜塚高等学校
- 大阪府立佐野工科高等学校
- 大阪府立西野田工科高等学校
- 大阪府立寝屋川高等学校
- 東大阪市立日新高等学校
- 大阪府立藤井寺工科高等学校
- 大阪府立布施高等学校
- 大阪府立三国丘高等学校
- 大阪府立都島工業高等学校
- 大阪府立工芸高等学校

### 兵庫県

#### 単置
- 尼崎市立琴ノ浦高等学校
- 兵庫県立川西高等学校
- 兵庫県立神崎工業高等学校
- 兵庫県立錦城高等学校
- 兵庫県立姫路北高等学校
- 神戸市立楠高等学校
- 兵庫県立神戸工業高等学校
- 神戸市立神戸工科高等学校
- 兵庫県立長田商業高等学校
- 神戸市立摩耶兵庫高等学校 (昼夜間, 学年制, 4年制)
- 兵庫県立湊川高等学校
- 兵庫県立西宮香風高等学校 (昼夜間)
- 兵庫県立西脇北高等学校 (昼夜間)
- 兵庫県立阪神昆陽高等学校 (昼夜間)

#### 併置
- 兵庫県立相生産業高等学校
- 兵庫県立赤穂高等学校
- 兵庫県立有馬高等学校
- 兵庫県立小野工業高等学校
- 兵庫県立飾磨工業高等学校
- 兵庫県立松陽高等学校
- 兵庫県立洲本高等学校
- 兵庫県立龍野北高等学校
- 兵庫県立豊岡高等学校
- 兵庫県立農業高等学校
- 兵庫県立北条高等学校

### 奈良県

#### 単置
- 五條市立西吉野農業高等学校 (昼間)
- 奈良県立大和中央高等学校 (昼夜間)
- 山添村立奈良県立山辺高等学校山添分校 (昼間, 4年制)

#### 併置
- 奈良県立畝傍高等学校
- 奈良県立五條高等学校
- 天理高等学校
- 奈良県立奈良商工高等学校

### 和歌山県

#### 単置
- 和歌山県立南紀高等学校 (昼夜間)
- 和歌山県立伊都中央高等学校 (昼夜間)
- 和歌山県立きのくに青雲高等学校 (昼夜間)
- 和歌山市立和歌山高等学校

#### 併置
- 和歌山県立和歌山工業高等学校
- 和歌山県立海南高等学校
- 和歌山県立耐久高等学校
- 和歌山県立日高高等学校
- 和歌山県立新宮高等学校

## 中国地方

### 鳥取県

#### 単置
- 鳥取県立鳥取緑風高等学校 (昼夜間)
- 鳥取県立米子白鳳高等学校 (昼間)

#### 併置
- 鳥取県立倉吉東高等学校
- 鳥取県立米子東高等学校

### 島根県

#### 単置
- 島根県立宍道高等学校 (昼夜間)

#### 併置
- 島根県立浜田高等学校 （昼夜間）
- 島根県立松江工業高等学校

### 岡山県

#### 単置
- 岡山県立烏城高等学校 (昼夜間)
- 井原市立高等学校（昼夜間）
- 倉敷市立倉敷翔南高等学校 (昼夜間)
- 倉敷市立工業高等学校
- 倉敷市立精思高等学校
- 倉敷市立精思高等学校霞丘校
- 倉敷市立真備陵南高等学校（昼間）
- 岡山県高梁市立宇治高等学校（昼間）
- 岡山県高梁市立松山高等学校
- 玉野市立玉野備南高等学校（昼夜間）
- 備前市立片上高等学校

#### 併置
- 該当校なし

### 広島県

#### 単置
- 広島県立芦品まなび学園高等学校 (昼夜間・3部制)　広島県立芦品まなび学園高等学校
- 尾道市立広島県尾道南高等学校
- 広島市立広島みらい創生高等学校 (昼夜間・フレキシブル課程)

#### 併置
- 広島県立因島高等学校
- 広島県立可部高等学校
- 広島県立賀茂高等学校
- 広島県立呉工業高等学校
- 広島県立廿日市高等学校
- 広島県立福山葦陽高等学校
- 広島県立福山工業高等学校
- 広島県立福山誠之館高等学校
- 広島県立松永高等学校
- 広島県立三原高等学校
- 広島県立宮島工業高等学校
- 広島県立三次高等学校

### 山口県

#### 単置
- 山口県立岩国商業高等学校東分校 (昼夜間)
- 山口県立下関双葉高等学校(昼夜間・3部)
- 山口県立山口松風館高等学校(昼夜間・3部)

#### 併置
- 山口県立宇部中央高等学校
- 山口県立小野田工業高等学校
- 山口県立下松工業高等学校
- 山口県立徳山高等学校

## 四国地方

### 徳島県

#### 単置
- 徳島県立徳島中央高等学校 (昼夜間)

#### 併置
- 徳島県立池田高等学校
- 徳島県立徳島科学技術高等学校
- 徳島県立富岡東高等学校
- 徳島県立鳴門高等学校
- 徳島県立名西高等学校

### 香川県

#### 単置
- 該当校なし

#### 併置
- 香川県立観音寺第一高等学校
- 香川県立三本松高等学校
- 香川県立高松高等学校
- 香川県立高松工芸高等学校
- 香川県立高松商業高等学校
- 香川県立多度津高等学校
- 香川県立小豆島中央高等学校
- 香川県立丸亀高等学校
- 香川県立三木高等学校

### 愛媛県

#### 単置
- 愛媛県立大洲高等学校肱川分校 (昼間, 4年制)

#### 併置
- 愛媛県立今治西高等学校
- 愛媛県立宇和島東高等学校
- 愛媛県立川之江高等学校
- 愛媛県立西条高等学校
- 愛媛県立新居浜西高等学校
- 愛媛県立松山工業高等学校
- 愛媛県立松山商業高等学校
- 愛媛県立松山南高等学校
- 愛媛県立八幡浜高等学校

### 高知県

#### 単置
- 高知県立高知北高等学校 (昼夜間)
- 高知県立中芸高等学校 (昼夜間)
- 太平洋学園高等学校 (昼間)

#### 併置
- 高知県立大方高等学校
- 高知県立高知工業高等学校
- 高知市立高知商業高等学校
- 高知県立高知東工業高等学校
- 高知県立佐川高等学校
- 高知県立清水高等学校
- 高知県立宿毛高等学校
- 高知県立須崎高等学校
- 高知県立高岡高等学校
- 高知県立室戸高等学校
- 高知県立山田高等学校

## 九州地方

### 福岡県

#### 単置
- 福岡県立嘉穂総合高等学校嘉麻市立大隈城山校 (昼間)
- 福岡県立ひびき高等学校 (昼夜間)
- 福岡県立博多青松高等学校 (昼夜間)
- 福岡県立西田川高等学校（昼夜間）
- 福岡県立大牟田北高等学校（昼夜間）

#### 併置
- 福岡県立朝倉高等学校
- 福岡県立糸島高等学校
- 福岡県立浮羽工業高等学校
- 福岡県立大川樟風高等学校
- 福岡県立嘉穂東高等学校
- 福岡県立鞍手高等学校
- 福岡県立小倉南高等学校
- 福岡県立筑紫中央高等学校
- 福岡県立福岡工業高等学校
- 福岡県立福島高等学校
- 福岡県立三池工業高等学校
- 福岡県立京都高等学校
- 福岡県立明善高等学校
- 福岡県立八幡中央高等学校
- 福岡県立若松高等学校

### 佐賀県

#### 単置
- 該当校なし

#### 併置
- 佐賀県立有田工業高等学校
- 佐賀県立伊万里実業高等学校
- 佐賀県立唐津商業高等学校
- 佐賀県立佐賀工業高等学校
- 佐賀県立佐賀商業高等学校
- 佐賀県立鳥栖工業高等学校

### 長崎県

#### 単置
- 長崎県立佐世保中央高等学校 (昼夜間)
- 長崎県立鳴滝高等学校 (昼夜間)

#### 併置
- 長崎県立諫早高等学校
- 長崎県立大村高等学校
- 長崎県立五島高等学校
- 長崎県立佐世保工業高等学校
- 長崎県立島原高等学校
- 長崎県立長崎工業高等学校

### 熊本県

#### 単置
- 該当校なし

#### 併置
- 熊本県立天草高等学校
- 熊本県立熊本工業高等学校
- 熊本県立岱志高等学校
- 熊本県立玉名高等学校
- 熊本県立人吉高等学校
- 熊本県立水俣高等学校
- 熊本県立八代工業高等学校
- 熊本県立湧心館高等学校

### 大分県

#### 単置
- 大分県立爽風館高等学校 (昼夜間)

#### 併置
- 大分県立日田高等学校
- 大分県立大分工業高等学校
- 大分県立中津東高等学校

### 宮崎県

#### 単置
- 宮崎県立宮崎東高等学校 (昼夜間)
- 宮崎県立延岡青朋高等学校 (昼夜間)

#### 併置
- 小林西高等学校 (昼間, 4年制, 衛生看護科)
- 宮崎県立富島高等学校
- 宮崎県立都城泉ヶ丘高等学校
- 宮崎県立宮崎工業高等学校

### 鹿児島県

#### 単置
- 該当校なし

#### 併置
- 鹿児島県立奄美高等学校
- 鹿児島県立開陽高等学校 (昼夜間)

### 沖縄県

#### 単置
- 沖縄県立泊高等学校 (昼夜間)

#### 併置
- 沖縄県立沖縄工業高等学校
- 沖縄県立コザ高等学校
- 沖縄県立中部農林高等学校
- 沖縄県立那覇工業高等学校
- 沖縄県立那覇商業高等学校
- 沖縄県立北部農林高等学校
- 沖縄県立八重山商工高等学校